# Зерновский сельский совет
Зерновский сельский совет (укр. Зернівська сільська рада, крымскотат. Zernovoye köy şurası) — согласно законодательству Украины — административно-территориальная единица в Сакском районе Автономной Республики Крым.
Население по переписи 2001 года — 1635 человек. Площадь сельсовета 92 км².
К 2014 году состоял из 2 сёл:
- Зерновое
- Низинное

## История
8 февраля 1988 года был образован Зерновский сельский совет в составе сёл Зерновое и Низинное Крымской области УССР в СССР. С 12 февраля 1991 года сельсовет находился в восстановленной Крымской АССР, 26 февраля 1992 года в переименованной в Автономную Республику Крым в составе Украины. С 2014 года под российской оккупацией.